# 김영정 (조선)
김영정(金永貞, 1437년 ~ 1509년 10월 14일)은 조선 전기의 문신으로, 자는 일지(一之), 본관은 김해(金海)이다. 금녕군(金寧君) 김목경(金牧卿)의 후손이다. 김진손(金震孫)의 3남이자 김세준(金世準)의 아버지이다. 광해군의 생모 공빈 김씨의 고조할아버지가 된다.

## 생애
1475년(성종 6) 친시문과(親試文科)에 병과로 급제, 1478년 목천현감이 되었다. 1481년 사헌부지평·성균관직강을 역임하고, 1484년 예조정랑이 된 다음 행 헌부집의·봉상시정을 거쳐 1497년(연산군 3) 대사간에 올랐다. 1498년 이래 3년 동안 세번 명나라에 새해를 축하하는 정조사(正朝使)로 파견되어 북경에 다녀왔다.
1500년(연산군 6) 도총관(都總管), 1502년(연산군 8) 1월 대사헌(大司憲), 12월 지돈녕부사(知敦寧府事)를 거쳤으며, 1503년(연산군 9)·1504년(연산군 10) 두 차례에 걸쳐 전라도도관찰사(全羅道都觀察使)로 나갔다.
이듬해 다시 정조사로서 명에 다녀왔으며, 이후 파직되어 집에서 지내다가 중종(中宗)조에 지돈녕부사로 복직되었다.
1509년(중종 4) 향년 73세로 졸했으며, 정난공신(定難功臣)에 책록된 3남 김세준(金世準)의 덕으로 병조판서(兵曹判書), 분성군(盆城君)으로 추증되고 안경(安敬)이라는 시호를 받았다. 그의 증손 김희철은 임진왜란 때 전사했으며, 김희철의 딸이 선조의 후궁 공빈 김씨(공성왕후)로, 광해군, 임해군의 생모가 된다.

## 가족 관계
- 증조부 - 김근(金覲)[3] : 판도총랑(版圖摠郎), 증(贈) 호조참의(戶曹參議), 김보(金普)의 손자
  - 조부 - 김효분(金孝芬)[3] : 서흥도호부사(瑞興都護府使), 증 병조참판(兵曹參判)
  - 조모 - 진주 류씨, 류찬(柳瓚)의 딸
    - 아버지 - 김진손(金震孫, 1407년 ~ 1449년)[3] : 승문원부교리(承文院副校理), 증 호조판서(戶曹判書)
    - 어머니 - 경주 이씨, 한성부소윤(漢城府少尹) 이종인(李種仁)의 장녀[3]
      - 형 - 김영견(金永堅) : 지중추부사(知中樞府事)
      - 형 - 김영서(金永瑞)[3] : 횡성현감(橫城縣監)
      - 동생 - 김영순(金永純)[3] : 석성현감(石城縣監)
      - 매부 - 윤계겸(尹繼謙) : 공조판서(工曹判書), 문정왕후(文定王后)의 증조부
      - 부인 - 전의 이씨, 교하현감(交河縣監) 이성동(李盛東)의 딸[1]
        - 장남 - 김세균(金世鈞, 1462년 ~ 1534년)[3] : 참교(參校), 증 예조참판(禮曹參判)
        - 며느리 - 진주 강씨, 증 이조판서(吏曹判書) 강이행(姜利行)의 딸
          - 손자 : 김첨수(金添壽)
          - 손자 : 김증수(金增壽)
          - 손자 : 김익수(金益壽)
          - 손자 : 김종수(金從壽)
          - 손자 : 김말수(金末壽)
          - 손녀 : 민억천(閔億千)에게 출가

        - 차남 - 김세권(金世權)[3]
          - 손자 : 김이수(金頥壽)
          - 손자 : 김기수(金期壽)

        - 장녀 - 최헌(崔巚)에게 출가
        - 차녀 - 이징(李澂)에게 출가
        - 3녀 - 구희안(具希顔)에게 출가
        - 서자 - 김세준(金世準) : 동부승지(同副承旨)
        - 서장녀 - 조정림(趙禎琳)에게 출가
        - 서차녀 - 이진문(李震文)에게 출가